# 2000年夏季奥林匹克运动会击剑比赛
2000年夏季奥林匹克运动会击剑比赛在悉尼會議展覽中心进行。比赛共设10个小项，其中男子有6个小项，女子则有4个小项。共有来自40个国家和地区的217名运动员参加比赛。

## 各项成绩

### 男子
| 项目              | 金牌                                                                                     | 银牌                                                                    | 铜牌                                                                                  |
| 个人重剑 （詳細） | 帕维尔·科洛布科夫 · 俄罗斯（RUS）                                                        | 于格·奥布里 · 法国（FRA）                                               | 李相箕 · 韩国（KOR）                                                                  |
| 团体重剑 （詳細） | 意大利（ITA） · 安杰洛·马佐尼 · 保罗·米拉诺利 · 毛里齐奥·兰达佐 · 阿尔弗雷多·罗塔        | 法国（FRA） · 简-马提诺 · 罗贝尔·勒鲁 · 于格·奥布里 · 埃里克·斯雷基     | 古巴（CUB） · 内尔松·洛约拉 · 卡洛斯·佩德罗索 · Candido Alberto Maya · 伊万·特雷韦霍  |
| 个人花剑 （詳細） | 金永浩 · 韩国（KOR）                                                                     | 拉尔夫·比斯多夫 · 德国（GER）                                           | Dmitriy Shevchenko · 俄罗斯（RUS）                                                    |
| 团体花剑 （詳細） | 法国（FRA） · 让-诺埃尔·费拉里 · 布里斯·居亚尔 · 帕特里斯·洛泰利耶 · 利昂内尔·普吕默纳伊 | 中国（CHN） · 董兆致 · 王海滨 · 叶冲 · 张杰                             | 意大利（ITA） · 达尼埃莱·克罗斯塔 · 加布里埃莱·马尼 · 萨尔瓦托雷·桑佐 · 马泰奥·曾纳罗 |
| 个人佩剑 （詳細） | 米哈伊·科瓦柳 · 罗马尼亚（ROU）                                                          | 马蒂厄·古尔丹 · 法国（FRA）                                             | Wiradech Kothny · 德国（GER）                                                         |
| 团体佩剑 （詳細） | 俄罗斯（RUS） · 谢尔盖·沙里科夫 · 阿列克谢·弗罗辛 · 斯坦尼斯拉夫·波兹尼亚科夫            | 法国（FRA） · 马蒂厄·古尔丹 · 朱利安·皮耶 · 塞德里克·塞甘 · 达米安·图亚 | 德国（GER） · 登尼斯·鲍尔 · Wiradech Kothny · 亚历山大·韦伯                           |

### 女子
| 项目              | 金牌                                                                                          | 银牌 | 铜牌                                                |
| 个人重剑 （詳細） | 纳吉·蒂迈奥 · 匈牙利（HUN）                                                                   | 吉安娜·布尔奇 · 瑞士（SUI）                                                                              | 劳拉·弗莱塞尔-科洛维奇 · 法国（FRA）                |
| 团体重剑 （詳細） | 俄罗斯（RUS） · 卡琳娜·阿兹纳武里安 · 奧克薩娜·伊爾馬科娃 · 塔提阿娜·洛古诺娃 · 玛丽亚·马兹纳 | 瑞士（SUI） · 吉安娜·布尔奇 · 索菲·拉莫恩 · 戴安娜·洛玛格罗利 · Tabea Steffen                            | 中国（CHN） · 李娜 · 梁琴 · 刘银清 · 杨绍崎         |
| 个人花剑 （詳細） | 瓦伦蒂娜·韦扎利 · 意大利（ITA）                                                               | 丽塔·柯尼希 · 德国（GER）                                                                                | 乔万纳·特里利尼 · 意大利（ITA）                     |
| 团体花剑 （詳細） | 意大利（ITA） · 黛安娜·比安凯迪 · 乔万纳·特里利尼 · 瓦伦蒂娜·韦扎利                           | 波兰（POL） · 瑟尔维娅·格鲁哈瓦 · 玛格达莱娜·姆罗奇凯维奇 · 安娜·雷比茨卡 · 芭尔芭拉·沃尔尼茨卡-谢夫奇克 | 德国（GER） · 扎比内·鲍 · 丽塔·柯尼希 · 莫妮卡·韦伯 |